# J. D. Sumner

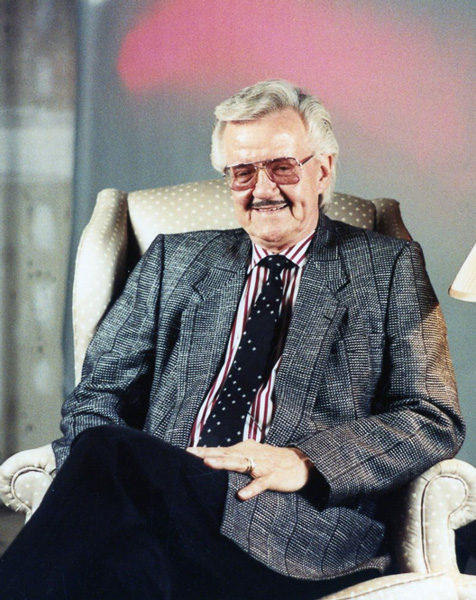
J. D. Sumner

John Daniel Sumner (* 19. November 1924 in Lakeland, Florida; † 16. November 1998 in Myrtle Beach, South Carolina), fast immer J. D. Sumner genannt, war ein US-amerikanischer Sänger und Songschreiber, hauptsächlich im Gospel-Bereich. Berühmt wurde er vor allem für seine außergewöhnlich tiefe Bassstimme, sowie als musikalischer Begleiter von Elvis Presley. Bis 1984 galt er als der Sänger mit der tiefsten Stimme der Welt (er erreichte laut Guinness Book of World Records beim Song Blessed Assurance die Frequenz von 32,7 Hz).

## Karriere
Seine Gesangskarriere begann J. D. Sumner Mitte der 1940er Jahre in lokalen Gospelquartetten in Florida. 1949 engagierten ihn dann die Sunshine Boys, die in Atlanta beheimatet waren und bereits nationale Popularität genossen. Mit diesem Ensemble nahm Sumner mehrere hundert Songs auf (Langworth Transcriptions). Als 1954 bei einem Flugzeugabsturz der Bass-Sänger der Blackwood Brothers (Gospel-Quartett aus Memphis) ums Leben kam, verließ Sumner schweren Herzens die Sunshine Boys, um fortan bei den bereits sehr bekannten Blackwoods zu singen. Neben seinen Aufgaben als Sänger entwickelte Sumner ein anderes Talent. Er schrieb mehrere hundert Gospelsongs, die zum Teil sehr erfolgreich verlegt wurden. Nach mehreren erfolgreichen Jahren mit dieser Formation kauften Sumner und James Blackwood 1963 den Stamps-Musikverlag inklusive des zugehörigen Quartetts. 1965 wechselte Sumner als Bass-Sänger zum Stamps Quartet und übernahm dessen Management. Später benannte er das Quartett in J. D. Sumner and the Stamps Quartet um.
Die Gruppierung selbst war auch erfolgreich, reichte aber nicht an die Popularität des Bassisten, die er vornehmlich durch die Begleitung bei den vielen Live-Konzerten von Elvis Presley erworben hatte, heran. Auch auf den Studio-Aufnahmen war er dabei. Die Zusammenarbeit dauerte von 1971 bis 1977. Auf mehreren postum veröffentlichten DVDs sind Elvis und Sumner bei Proben zu sehen und zu hören. Sie hatten ein enges Verhältnis, und Sumner überließ Elvis gelegentlich bei Gospel-Sessions den Bass-Part, übertrumpfte ihn aber im Schlussakkord gern um eine oder zwei Oktaven. Auch bei dem letzten Konzert von Elvis Presley am 26. Juni 1977 waren J. D. Sumner und sein Quartett auf der Bühne. Danach veröffentlichte er die Single Elvis has left the building.
Nach dem Tod von Elvis Presley nahm Sumner zunächst eine Auszeit von der Bühne, bis ihn seine früheren Weggefährten aus den Zeiten der Gospelquartette baten, bei einem neuen Legenden-Gospelquartett mitzusingen. Er nahm an und sang ab 1980 zusammen mit James Blackwood, Hovie Lister, Jake Hess und Rosie Rozell als The Masters V, die auch gleich einen Grammy Award erhielten. Nach einigen personellen Veränderungen dieses Quartettes benannte Sumner die Formation im Oktober 1987 um und trat wieder als J. D. Sumner and the Stamps auf. Obwohl er den meisten Musikfans vermutlich durch seine Verbindung zu Elvis bekannt war, blieb Sumner bis zu seinem Tod seiner Lieblingsmusik – dem Southern Gospel – treu.
Im Jahr 1997 wurde er Mitglied der neugegründeten Southern Gospel Music Hall of Fame.
Sumner verstarb im November 1998 im Alter von 73 Jahren.

## Diskografie

### Alben
- 1963: The Many Moods Of The Illustrious
- 1965: Bass
- 1971: The Three Nails (mit Rick Powell und Dottie Rambo)
- 1972: The Way It Sounds Down Low
- 1975: The Stamps Quartett Present Their Dynamic Bass
- 1977: Elvis' Favorite Gospel Songs
- 1982: The Heart Of A Man
- 1984: Thank God For Kids
- 1985: The Masters V Present Their Majestic Bass

### Singles
- 1977: Elvis Has Left The Building / Sweet, Sweet Spirit
- 1984: Thank God For Kids